# بخش دربنگا
بخش دربنگا (به انگلیسی: Darbhanga district) یک منطقهٔ مسکونی در هند است که در بخش دربهنگا واقع شده‌است. بخش دربنگا ۲٬۲۷۹ کیلومتر مربع مساحت و ۳٬۹۳۷٬۳۸۵ نفر جمعیت دارد.